# Puente Internacional Agustín P. Justo - Getúlio Vargas

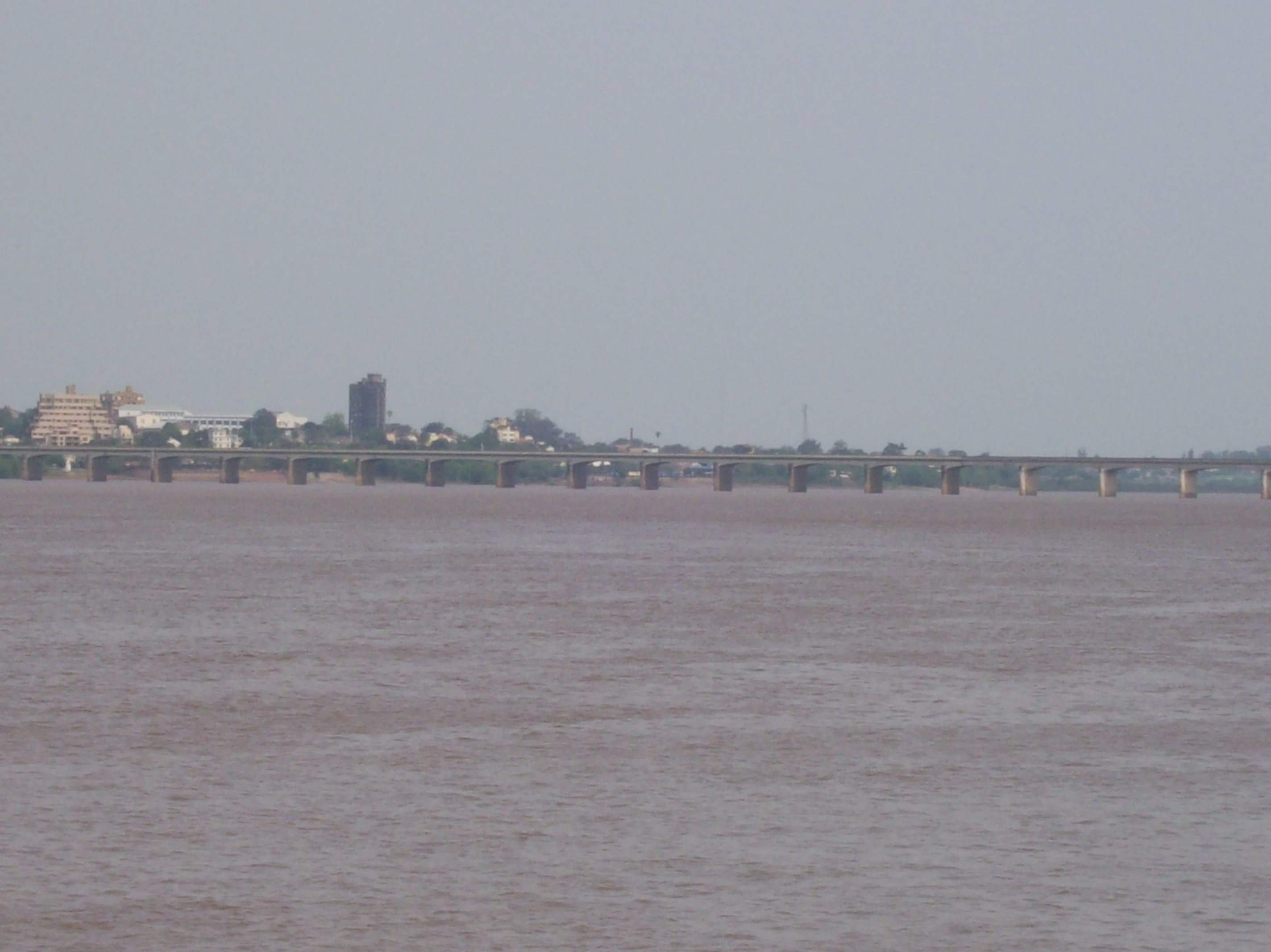
Die Brücke vom argentinischen Ufer aus gesehen, im Hintergrund links die brasilianische Stadt Uruguaiana.

Die Puente Internacional Paso de los Libres–Uruguaiana, offiziell spanisch Puente Internacional Agustín P. Justo–Getúlio Vargas, portugiesisch Ponte Internacional Getúlio Vargas-Agustín Pedro, auch Ponte Internacional Uruguaiana-Paso de los Libres, ist eine 1419 Meter lange kombinierte Eisenbahn- und Straßenbrücke, die die Städte Paso de los Libres in der argentinischen Provinz Corrientes mit Uruguaiana im brasilianischen Bundesstaat Rio Grande do Sul verbindet.
Zwischen 1934 und 1935 unterzeichneten die Regierungen von Argentinien und Brasilien Verträge, um eine Brücke über den Uruguay-Fluss zu bauen. Durch eine gemischte argentinisch-brasilianische Kommission wurden Machbarkeitsstudien an den Grenzlinien von Alvear/Itaquí, Santo Tomé/São Borja und Paso de los Libres/Uruguaiana durchgeführt, wobei Letztere für den Bau ausgewählt wurden. Nach weiteren Jahren der Studien und Planungen begannen schließlich 1942 die Bauarbeiten.
Der Bau wurde von beiden Seiten des Flusses gleichzeitig und von beiden Ländern separat finanziert. Im mittleren Punkt der Brücke befindet sich der internationale Grenzübergang. In Argentinien war der Bauherr Parodi & Figini der Gewinner des Wettbewerbs und in Brasilien wurden die Arbeiten von Matheus Martins Noronha & Cia ausgeführt. Die Brücke wurde am 12. Oktober 1945 fertiggestellt, jedoch erst am 21. Mai 1947 offiziell als Puente Internacional Agustín P. Justo–Getúlio Vargas bezeichnet eingeweiht. Die Einweihung der Brücke fand in Anwesenheit des argentinischen Präsidenten Juan Domingo Perón und des brasilianischen Präsidenten Eurico Gaspar Dutra statt. 
Bis 1997 war die Brücke die einzige, die den Uruguay auf der Höhe die brasilianisch-argentinische Grenze überquerte – und damit bis zu 80 Prozent des LKW-Verkehrs zwischen beiden Ländern trug. Dies änderte sich erst mit dem Bau der Puente de la Integración/Ponte da Integração zwischen Santo Tomé auf argentinischer und São Borja auf brasilianischer Seite. 
Im Oktober 2018 gab die Regierung von Argentinien bekannt, ihren rund 730 Meter langen Teil der Brücke komplett renovieren zu wollen.